# Prudencio Melo y Alcalde
Prudencio Melo y Alcalde (Burgos, 27 de abril de 1860 - Valencia, 31 de octubre de 1945) fue un obispo católico y jurista español. Obispo de Vitoria (1913-1917) y de Madrid (1917-1922) y arzobispo de Valencia (1922-1945).

## Biografía

### Primeros años y formación
Nació en Burgos en 1860. Inició sus estudios en el seminario de su ciudad natal y los continuó en la Universidad Pontificia de Toledo, donde obtuvo el doctorado en Sagrada Teología en 1884. Fue ordenado sacerdote el 21 de septiembre de 1883.
De 1884 a 1891 cursó estudios de derecho en la Universidad de Valladolid y en la Universidad de Madrid, obteniendo el doctorado en Derecho en la Universidad Central de Madrid en 1891. Durante sus años de estudios jurídicos ejerció como vicesecretario de la archidiócesis de Burgos. 

### Vida sacerdotal y docente
Siendo ya doctor fue nombrado profesor de Derecho en el Seminario de Burgos y vicario general de la archidiócesis. En 1896 obtuvo, por oposición, el cargo de canónigo doctoral de la Catedral de Burgos. Dos años después, en 1898, cambió -previa oposición- la canonjía doctoral por la canonjía lectoral de la catedral burgalesa.

### Episcopado

#### Obispo Auxiliar de Toledo
Tras dar clases de Derecho en el seminario burgalés, fue consagrado obispo auxiliar de Toledo en 1907. 

#### Obispo de Vitoria
El 18 de julio de 1913 fue preconizado obispo de Vitoria. 

#### Obispo de Madrid-Alcalá
El 4 de diciembre de 1916 fue nombrado obispo de Madrid-Alcalá.  
Con respecto a su trayectoria política, desempeño los cargos de senador por el Arzobispado de Burgos (1916-1917), senador por el Arzobispado de Toledo (1921-1922) y senador por el Arzobispado de Valencia (1923).

#### Arzobispo de Valencia
El 14 de diciembre de 1922 fue nombrado arzobispo de Valencia por el Papa Pío XI, tomando posesión el 1 de junio de 1923. 
En esta archidiócesis promovió el entonces incipiente movimiento litúrgico, la formación de sacerdotes y laicos, así como la Acción Católica. La llegada de la Guerra civil le sorprendió en Burgos, donde permaneció durante toda la contienda. Concluida la guerra fratricida —durante la cual vio morir a más de trescientos sacerdotes de su archidiócesis— supervisó la reconstrucción de las iglesias destrozadas, normalizó la atención pastoral desde las parroquias y comenzó la construcción del nuevo Seminario. En esta tarea contó con la ayuda de su obispo auxiliar, Juan Hervás y Benet —que desde 1944— se ocupó de la promoción de Acción Católica.
Falleció el 31 de octubre de 1945, y está enterrado en la catedral valenciana.